# Рожер III (герцог Апулії)
Рожер III (1118 — 2 або 12 травня 1148) — старший син короля Сицилії Рожера II та Ельвіри Кастильської. Він був герцогом Апулії з 1134 року до своєї смерті.

## Біографія
Перший публічний виступ Рожера відбувся в Мельфі в 1129 році, де, будучи ще дитиною, він разом зі своїм батьком та молодшим братом Танкредом прийняв вірність кількох бунтівних баронів. Його батька коронували королем Сицилії наступного року, 25 грудня 1130 р. Можливо, що Роджер отримав Герцогство Апулія саме в цей час. Він точно отримав його від батька до 1134 року.  Можливо, його було передано під опіку чи піклування Роберта Селбі. Він брав участь у походах свого батька починаючи з 1137 року, коли відзначився в кампанії проти Ранульфа Аліфейського, якого папа Інокентій II та імператор Лотар II призначили суперником-герцогом Апулії. Його першим великим боєм була Битва біля Риньяно 30 жовтня, в якій більш досвідчені воїни, як-от його батько, втекли, а деякі, як-от герцог Сергій VII Неаполітанський, загинули. Хоробрість Рожера та успіх у першій атаці при Ріньяно рано зміцнили його репутацію бойового воїна.

Після смерті Ранульфа (1139) Рожер відвоював Апулію, але Інокентій та його союзник, князь Капуанський Роберт II, вирушили в похід на Мельфі. У Галлуччо Роджер, маючи лише тисячу лицарів, влаштував засідку на папські війська та захопив папу та його свиту. Три дні по тому, 25 липня в Міньяно, папа Інокентій II затвердив старшого Рожера королем Сицилії, молодшого герцогом Апулії, а третього сина, Альфонса — князем Капуї, офіційно позбавивши Роберта своєї підтримки. Далі король Рожер приєднав місто Неаполь до своїх володінь та зробив його невід'ємною частиною свого Сицилійського королівства, поклавши край республіканському правлінню, яке продовжувалося після смерті Сергія.

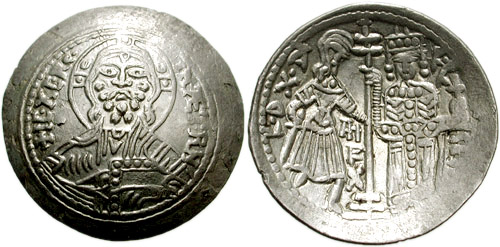
Сицилійський дукат (дукале) Рожера II (1410 р.)

У 1140 році, після оприлюднення королівського своду законів — Аріанських асизів, були карбовані перші дукати із зображенням на аверсі монети молодого герцога Апулійського в бойових обладунках, що разом із батьком в королівських шатах тримає руками хрест. Дукат був названий на честь Апулійського герцогства, згаданого на легенді монети. На аверсі монети був зображений Христос, а легенда мовила SIT TIBI CHRISTE DATUS, QUEM TU REGIS ISTE DUCATUS («Тобі, Христе, присвячується це герцогство, яким ти правиш»). Від останнього слова легенди походить побутова назва монети — дукат (дукале).
Рожер та Альфонсо, після смерті другого сина Танкреда, переселилися до Абруццо, щоб завойовувати землі в його папській частині. У той час, наприкінці 1140 року, майбутня наречена Рожера, Ізабелла, прибула з двору свого батька, графа Шампанського Теобальда II. Однак найвідомішою жінкою Рожера була його коханка Емма, дочка Ахарда II, графа Лечче, з якою у нього було двоє незаконнонароджених дітей.
У 1149 році, ледве у віці тридцяти років, герцог Рожер помер невідомою смертю в невідомому місці. Його оплакував арабський поет Абу ед-Дау, який сказав: «Зброя хоробрих опустилася… а красномовні марно шукають слів». Рожера поховали в каплиці Святої Марії Магдалини поруч зі старим Палермським собором. Пізніше його перевели до однойменної каплиці, яка зараз знаходиться в казармах Сан-Джакомо. Його наступником став його єдиний брат, що вижив, Вільгельм, який згодом став королем Сицилії.

## Родина
Дружина — Ізабелла Шампанська
Діти:
Коханка — Емма, дочка Ахарда II, графа Лечче
Бастарди:
- Танкред [2], пізніший король Сицилії, та
- Вільгельм (після 1137—1167/68).